# Phtheochroa palpana
Phtheochroa palpana es una especie de polilla de la familia Tortricidae. 

## Distribución
Se encuentra en Asia Menor, el norte de Siria y Mesopotamia.